# Dimităr Glavčev
Dimităr Borisov Glavčev (in bulgaro Димитър Борисов Главчев?; trasl. angl: Dimitar Borisov Glavchev; Sofia, 15 agosto 1963) è un politico bulgaro, Presidente della Corte dei conti della Bulgaria dal 26 luglio 2023.
Dal 9 aprile 2024 al 16 gennaio 2025, egli ha altresì ricoperto, venendo posto in aspettativa non pagata dal suo ruolo effettivo, la carica di Primo ministro della Bulgaria ad interim su volere del Presidente Rumen Radev, che lo ha ufficialmente nominato il 29 marzo. Egli ha quindi successivamente presentato il proprio governo il 5 aprile.
In seguito, dopo aver dato le dimissioni per permettere alle forze politiche di formare un nuovo governo in seguito alle elezioni parlamentari del giugno 2024, viene nuovamente richiamato dal Presidente Rumen Radev a formare il suo secondo governo, a causa dell’ennesimo fallimento dei negoziati. Giura il 27 agosto.
In precedenza, infine, egli ha altresì ricoperto il ruolo di Presidente dell’Assemblea nazionale e di suo membro dal 2009 al 2021.